# Номофобия

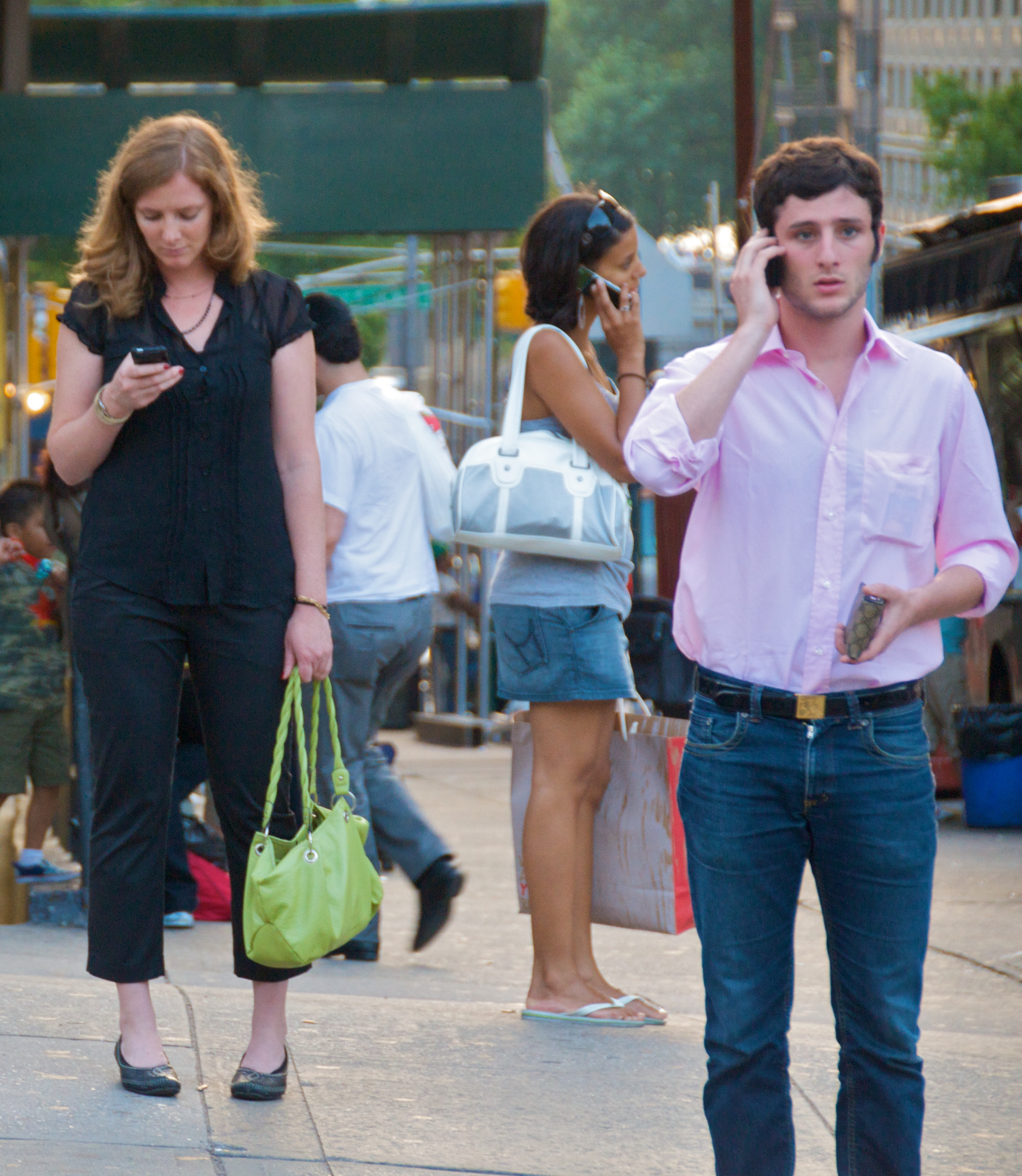
Люди с мобильными телефонами на улице Нью-Йорка

Номофобия (англ. nomophobia, от no mobile-phone phobia) — страх (фобия) остаться без мобильного телефона или вдалеке от него.
Термин, являющийся аббревиатурой слов «фобия — без мобильного телефона» («no-mobile-phone phobia»), появился в исследовании YouGov 2010 года по заказу UK Post Office. Целью исследования было изучение тревог, испытываемых пользователями мобильных телефонов, в нем участвовало 2,1 тысяча человек. Около 53 % пользователей мобильных телефонов в Великобритании признались, что тревожатся, когда «теряют свой мобильный телефон, у него заканчивается заряд батареи или средства на счете, или при нахождении вне покрытия сотовой сети». Около 58 % мужчин и 47 % женщин испытывают подобные страхи, а еще 9 % переживают, когда их мобильные телефоны выключены. 55 % опрошенных заявили, что основной причиной тревоги была невозможность оставаться на связи с друзьями или семьей. Уровень стресса при номофобии сравним со стрессом в день свадьбы или при посещении стоматолога. Каждый десятый из опрошенных заявил, что они должны быть все время доступны по телефону из-за их работы. В то же время термин фобия в отношении номофобии является условным, а в большинстве случаев она представляет собой обычную боязнь.
Около половины номофобов никогда не выключают свои мобильные телефоны. Исследование и последующее изучение явления привело к нескольким публикациям от тех редакторов, кто редко или никогда не пользуется мобильным телефоном.